# Yensemdéni
Yensemdéni est une commune située dans le département de Diapangou de la province du Gourma dans la région de l'Est au Burkina Faso.

## Géographie
Yensemdéni est situé à 14 km au Sud-Ouest de Diapangou, le chef-lieu du département, et à 5,5 km de Louargou.

## Santé et éducation
Le centre de soins le plus proche de Yensemdéni est le centre de santé et de promotion sociale (CSPS) de Louargou.